# UPT Mpuri
UPT Mpuri is een bestuurslaag in het regentschap Bima van de provincie West-Nusa Tenggara, Indonesië. UPT Mpuri telt 14 inwoners (volkstelling 2010).